# Tamás savoyai gróf
Tamás (franciául: Thomas), (Aiguebelle, 1178. május 27. vagy 1177. május 20. – Moncalieri, 1233. március 1. és 1233. március 2. között) 1189 és 1233 között savoyai gróf. Néha I. Tamásként megszámozzák, hogy megkülönböztessék azonos nevű fiától, aki ugyan Savoyát kormányozta, de nem volt gróf.
Tamás Aiguebelle-ben született, III. Humbert savoyai gróf és Viennois-i Beatrix fiaként. Születésére csodaként tekintettek, hiszen apja már nagyon vágyott és fiúörökösre három feleség után. Humber gróf Szent Anthelmtől kért segítséget, aki háromszor megáldotta, így egy jövendölés beteljesüléseként tekintettek rá, amikor Tamás nem sokkal Anthelm halála előtt született 1178. június 26-án. Canterburyi Szent Tamás tiszteletére nevezték el.
Tamás még kiskorú volt, mikor apja elhunyt 1189. március 4-én, és egy kormányzóság tanács alapult, ami Tamás anyjából Beatrixból, apja unokatestvéréból Montferrati Bonifácból és Saint-Jean-de-Maurienne püspökéből állt. 1191-től kezdett maga uralkodni (13 évesen). Tamás rendelkezett olyan katonai képességekkel és élésémelyűséggel rendelkezett, amelyekkel apja nem, és uralkodása alatt Savoya aranykorát élte. Fiatal kora ellenére igen tevékeny volt, északnyugatra nyomult előre, újabb területeket szerezve. Ugyanabban az évben Valle d’Aostának közigazgatási és politikai autonómiát biztosított. A terület ezen joga egészen a francia forradalomig kitartott. Később elfoglalta Vaudot, Bugey-t és Carignanot. Támogatta a Stauf-házat és Ghibellin Tamásként lett ismert mialatt Lombardia birodalmi helytartója volt.

## Uralma
Uralkodása alatt Tamás a savoyai grófság irányításának és befolyásának kiterjesztésén dolgozott. Ehhez kulcsfontosságú voltak a gyermekei, akiket szomszédos területeken befolyásos pozíciókba juttatott. Ez részben a fiainak püspöki hivatalokba való bejuttatását jelentette, mivel akkoriban a püspökök és érsekek nem csak vallási, hanem világi hatalommal is rendelkeztek. Amellett, hogy Vilmos és Bonifác fiai is a papi pályán helyezkedtek el, testvérük Tamás kezdetben kanonként helyezkedett el Lausanne-ben, de később Valence prépostja lett. Péter szintén kanon volt Lausanne-ben és eljáró püspökként szolgált, míg le nem váltották 1231-ben. 1219-ben elérte, hogy a 14 éves IV. Rajmund Berengár provence-i gróf elvegye lányát, Beatrixot. Ez közi kapcsolatot létesített a két szomszédos grófság között, ami segített megszilárdítani az Itália és Franciaország közötti kereskedelem savoyai irányítását.
Tamás számos csatát is vívott hatalmának kiterjesztéséért. 1215-ben Milánó oldalán harcolt Monferrato ellen, elpusztítva Casale városát. 1222-ben elfoglalta Cavourt.
A gróf emellett diplomáciai és gazdasági módokat is talált befolyásának bővítésére. A Savoyai Grófság sokáig élvezte az Alpokon átvezető hágók irányításának előnyeit. Tamás Turin feletti befolyásának növelésére szövetkezett a város rivális településével Astival 1224. szeptember 15-én, hogy elvezessék a kereskedelmet Turin körül savoyai földekre. 1226-éban  Észak-Itáliába érkezett és kinevezte Tamást Lombardia birodalmi helytartójává. E szerepét betöltve közbenjárt egy genovai felkelés és egy Marseille és a püspöke közti konfliktus megoldásában. Tamás ezek mellett szabadalomleveleket szolgáltatott városoknak kulcsfontosságú kereskedelmi útvonalakon, hogy az ezekben a városokban így meggazdagodó kereskedői rétek nagyobb támogatást juttathasson neki.
Tamás Moncalieriben halt meg, Savoyában.

## Családja és gyermekei
1195-ben Tamás megtámadta I. Vilmos genfi gróf társaságát, akik a gróf lányát, Genfi Margitot kísérték II. Fülöp Ágost francia királyhoz, hogy hozzáadják. Tamás elrabolta Margitot és maga vette feleségül, azt mondván, hogy a király már úgy is házas, ami igaz volt.
Tamásnak és Margitnak számos gyermeke született:
1. Amadé (1197-1253), a gróf közvetlen örököse;
2. Humbert (-1223);
3. Tamás (1199-1259), Savoya kormányzója, házasság révén Flandria grófja, Piemont ura, majd grófja;
4. Aimon vagy Aymon (-1238 vagy 1242) Chablais ura;
5. Vilmos, Valence püspöke;
6. Péter (1203-1268) Richmond grófja, majd Savoya vitatott grófja;
7. Fülöp (1207-1285), lyoni érsek és valence-i püspök, házasság révén Burgundi gróf, később Savoya vitatott grófja;
8. Bonifác (1207-1270), belley-i püspök, majd canterburyi érsek;
9. Beatrix (1198-1267), 1220-ban hpzzáment IV. Rajmund Berengár provence-i grófhoz, négy királyné anyja;
10. Aliz (1277), apáca-főnökasszony a lyoni Szent Péter kolostorban;
11. Ágota (-1279), apáca-főnökasszony a lyoni Szent Péter kolostorban nővére halála után;
12. Margit (1212-1273), hozzáment IV. Kyburg Hartmannhoz.

Közülük törvénytelen gyermek:
- Amadé (-1258 vagy 1268), Saint-Jean-de-Maurienne püspöke;
- Avita vagy Avoie vagy Margit (1215-1292), hozzáment Baldwin de Redvershez, Devon 7. grófjához;
- Benedek (-1263)

## Fordítás
- Ez a szócikk részben vagy egészben  a   Thomas, Count of Savoy című angol Wikipédia-szócikk ezen változatának fordításán alapul.  Az eredeti cikk szerkesztőit annak laptörténete sorolja fel. Ez a jelzés csupán a megfogalmazás eredetét és a szerzői jogokat jelzi, nem szolgál a cikkben szereplő információk forrásmegjelöléseként.